# Wo de xuanlü
Wo de xuan lü (xinès simplificat: 我的旋律, pinyin: Wǒ dí xuán lǜ, literalment 'La meua melodia') és un manhua creat per Lu Ming. Relata una història del gènere fantàstic on el rock dur té un paper important.
Les persones que han mort per suïcidi van després de la seua mort a la pradera del paradís. Així tres suïcides formen un grup de rock dur i troben que els falta un membre que toque la guitarra elèctrica. Per a aconseguir-lo apareixen al món dels vius per fer que una persona se'ls unisca intentant provocar-li el suïcidi.
Fou publicat a la República Popular de la Xina per primera vegada a la revista Shaonian Manhua el 2001, després el 2002 per l'editorial Casa Editorial Popular de les Belles Arts i el 2004 per Beijing Total vision. El 2006 es publicà per primera vegada a Europa per l'editorial francesa Xiao Pan, i després per l'editorial espanyola Iced Lands Books.
La redacció de Manga-news el puntuà amb un 14.5/20, Manga Sanctuary amb un 6 i Planète BD puntuà el primer volum en un 2/4 i el segon amb un 3/4.